# 小田切ヒロ
小田切 ヒロ（おだぎり ヒロ、1982年2月12日- ）は、千葉県出身のヘアメイクアップアーティスト。ヌウ株式会社 代表取締役。

## 来歴
高校卒業後、地元の美容院で働きながら資生堂美容技術専門学校通信科で学ぶ。外資系化粧品会社の美容部員に転職。その後、藤原美智子のアシスタントを経て、フリーランスとして独立。

## 出演
- ポップUP! 月曜コーナー「小田切ヒロの逆転!開運メイク」（フジテレビ、2022年）

## 著書
- 『美容中毒』（幻冬舎） ISBN 9784344034167
- 『やりすぎないからキレイになれる捨てる美容 （知的生きかた文庫 わたしの時間シリーズ）』（三笠書房） ISBN 9784837987444
- 『小田切ヒロ監修 大人のヘアビューティBOOK）』（宝島社） ISBN 9784299025753
- 『すべてを手に入れた女には３つの顔がある 愛・名声・美貌…女の人生攻略メイク術』（小学館） ISBN 9784093108812
- 『小田切流小顔道 自分でつくるキレイで、人生を変える （講談社の実用BOOK）』（講談社） ISBN 9784062998697
- 『捨てる美容 大人のキレイの新ルール』（世界文化社） ISBN 9784418184019